# Pape M'Bow
Pape M'Bow (Guédiawaye, 22 mei 1988) is een Senegalese voetballer die bij voorkeur als verdediger speelt. Hij verruilde in juli 2013 Olympique Marseille voor APS Panthrakikos.